# Космос-2156
Космос-2156 је један од преко 2400 совјетских вјештачких сателита лансираних у оквиру програма Космос.
Космос-2156 је лансиран са космодрома Плесецк, СССР, 19. септембра 1991. Ракета-носач Сојуз је поставила сателит у орбиту око планете Земље. Маса сателита при лансирању је износила 6600 килограма. Космос-2156 је био осматрачки сателит.